# أكمية حرشفية
أكمية حرشفية (الاسم العلمي:Aechmea squarrosa) هي نوع من النباتات تتبع جنس الأكمية من الفصيلة البروميلية.